# 乙訓惣国一揆
乙訓惣国一揆（おとくにそうこくいっき）は、室町時代後期から戦国時代初期にかけて、京都郊外の西岡を中心とした山城国乙訓郡の国人・地侍・土豪らが組織した一揆。乙訓国一揆・乙訓郡一揆・西岡十一ヵ郷国一揆・乙訓郡中惣などの別名を持つ。
長享元年（1487年）11月に応仁の乱の際に西軍についたことを理由に闕所となっていた所領が細川政元に与えられてその被官に分けられることを知った鶏冠井雅盛・物集女光重・神足友善・野田泰忠ら地元の武士たちが結集して向日神社で会合を開き、その細川氏被官入部を阻止して「守護不入」を図ろうとした。その後、年寄衆と呼ばれる代表者が一揆を運営して細川氏側と交渉を続けたが、明応7年（1498年）になって細川氏の守護代香西元成が寺社本所領への五分の一済（年貢の五分の一を守護側が徴収する）と認められると再び一揆が再燃し、守護権力を排除して「国持」の実現を図ろうとした。その後、礼銭を収めることで五分の一済は撤回することで守護側と一揆側が折り合って一揆は沈静化に向かうが、西岡一帯は元々室町幕府の直轄の武士であった西岡被官衆の拠点であったこと、一揆の終結後も西岡を中心とした乙訓郡の武士たちの一定の団結が戦国時代末期まで保たれたことからその動向が京都周辺の政治情勢にも影響を与えた。
なお、同じ山城国内の別地域で発生した山城国一揆との差異や上部勢力とのつながりや武士たちの横のつながりのどちらが重視されたかなど、不明な部分も多い。

## 関係項目
- 惣国一揆